# Rectify
Rectify (engl. „etwas korrigieren/richtigstellen/wiedergutmachen“) ist eine US-amerikanische Dramaserie von Oscarpreisträger Ray McKinnon mit Aden Young, Clayne Crawford, Adelaide Clemens und Abigail Spencer in den Hauptrollen. Sie handelt von Daniel Holden, der nach 19 Jahren in der Todeszelle durch eine neue DNA-Analyse wieder freikommt. Die Serie ist die erste allein produzierte drehbuchbasierende Serie des Kabelsenders Sundance Channel. Die Erstausstrahlung in den Vereinigten Staaten erfolgte am 22. April 2013 auf dem Sundance Channel. Rectify endete mit der Ausstrahlung der vierten Staffel. Die letzte Folge lief am 14. Dezember 2016 im US-amerikanischen Fernsehen.

## Handlung
Daniel Holden geht mit 18 Jahren noch zur High School, als er wegen Vergewaltigung und des anschließenden brutalen Mordes an seiner damals 16-jährigen Freundin Hanna zum Tode verurteilt wird. Grundlage für das Urteil waren Zeugenaussagen und ein Geständnis des Beschuldigten. Nach 19 Jahren in der Todeszelle stellt sich durch eine neue DNA-Analyse heraus, dass die Samenspuren an der Leiche nicht von Holden stammen. Er kommt daraufhin frei und kehrt in seine ehemalige Heimatstadt Paulie, Georgia zurück.
In der Zeit von Daniels Inhaftierung hat seine Mutter Janet neu geheiratet, sodass sein Stiefvater Ted Senior und dessen Sohn Ted Junior („Teddy“) und seine Frau Tawney zu seinem näheren Umfeld gehören. Außerdem ist der Jugendliche Jared, der gemeinsame Sohn von Janet und Ted Senior, Teil der Familie. Vor allem seine Schwester Amantha ist um die Eingliederung Daniels bemüht. Unterdessen ist der ehemalige Ankläger in Daniels Fall, der mittlerweile zum Senator aufgestiegene Roland Foulkes, nach wie vor von Daniels Schuld überzeugt und versucht ihn gemeinsam mit dem Sheriff wieder hinter Gitter und auf den elektrischen Stuhl zu bringen.

## Besetzung und Synchronisation
Die deutsche Synchronisation entsteht unter der Dialogregie von Masen Abou-Dakn durch die Synchronfirma Interopa Film GmbH in Berlin.
| Rollenname        | Schauspieler/in    | Synchronsprecher/in |
| ----------------- | ------------------ | ------------------- |
| Daniel Holden     | Aden Young         | Peter Lontzek       |
| Amantha Holden    | Abigail Spencer    | Alexandra Wilcke    |
| Ted Talbot Jr.    | Clayne Crawford    | Asad Schwarz        |
| Tawney Talbot     | Adelaide Clemens   | Julia Kaufmann      |
| Ted Talbot Sr.    | Bruce McKinnon     | Frank-Otto Schenk   |
| Janet Talbot      | J. Smith-Cameron   | Denise Gorzelanny   |
| Jared Talbot      | Jake Austin Walker | Hannes Maurer       |
| Jon Stern         | Luke Kirby         | Rainer Fritzsche    |
| Rutherford Gaines | Hal Holbrook       | Hans Teuscher       |

## Produktion und Ausstrahlung
Vereinigte Staaten
Die Serie wurde ursprünglich bereits 2008 für den Schwestersender AMC entwickelt, damals aber nicht weiter verfolgt. Im Oktober 2011 erhielt die Serie dann vom Sundance Channel grünes Licht für eine erste Staffel mit sechs Episoden. Im April 2012 wurden mit Abigail Spencer, Clayne Crawford, Adelaide Clemens und J. Smith-Cameron die ersten vier Hauptrollen besetzt. Im Mai 2012 bekam Aden Young die zentrale Hauptrolle des Daniel Holden.
Die Ausstrahlung der ersten Staffel begann am 22. April 2013 mit einer Doppelfolge beim Kabelsender Sundance Channel. Bereits nach der dritten ausgestrahlten Episode verlängerte der Sender die Serie im Mai 2013 um eine zweite Staffel mit zehn Episoden. Die Produktion der zweiten Staffel begann im Februar 2014 in und um Griffin im US-Bundesstaat Georgia. Die Ausstrahlung der zweiten Staffel erfolgte vom 19. Juni bis zum 21. August 2014. Am 18. August 2014 wurde die Produktion einer dritten Staffel bekannt gegeben, die aus sechs Episoden bestehen wird. Die Dreharbeiten für die dritte Staffel begannen im Februar 2015. Am 9. Juli 2015, pünktlich zum Start der dritten Staffel, gab SundanceTV bekannt, dass es eine vierte Staffel der Serie bestellt hat. Am 13. August 2015 wurde die letzte Folge der dritten Staffel ausgestrahlt. Die vierte Staffel lief vom 26. Oktober 2016. bis zum 14. Dezember 2016.
Deutschland
Die deutschsprachige Erstausstrahlung der ersten Staffel erfolgte vom 17. November bis zum 22. Dezember 2013 auf dem Bezahlfernsehsender Sky Atlantic HD. Die Erstausstrahlung der zweiten Staffel sendete Sky Atlantic HD vom 4. November 2014 bis zum 6. Januar 2015. Die deutschsprachige Erstausstrahlung der dritten Staffel sendete Sky Atlantic HD vom 18. November bis zum 23. Dezember 2015. Der Start der vierten Staffel wurde für den 8. Dezember 2016 angekündigt. Die letzte Folge wurde am 26. Januar 2017 ausgestrahlt.
Die Rechte an der Free-TV-Ausstrahlung im deutschen Fernsehen wurden von Arte erworben. Die erste Staffel war dort vom 16. Oktober bis zum 30. Oktober 2014 zu sehen.

## Rezeption
| Staffel   | Metacritic | Rotten Tomatoes |
| --------- | ---------- | --------------- |
| Staffel 1 | 82         | 88              |
| Staffel 2 | 92         | 95              |
| Staffel 3 | 89         | 100             |
| Staffel 4 | 99         | 100             |

Die gesamte Serie hat bei Metacritic einen Metascore von 88 von 100 basierend auf 66 Rezensionen und bei Rotten Tomatoes sogar einen Anteil positiver Kritiken von 95 %. Die Los Angeles Times gab der Serie eine positive Kritik und beschrieb sie als „hypnotisierend“. Ein Kritiker der New York Times bemerkte, dass die Serie für eineinviertel Episoden sehr gutes Fernsehen sei, der Rest der ersten Staffel aber am ehesten einem schlechten Indie-Film der langsamen und lauwarmen Art gleiche. Christian Junklewitz von Serienjunkies.de lobte die schauspielerischen Leistungen als „vorzüglich“, bezeichnete die Serie als „bemerkenswertes Stück Fernsehen“ und führte weiter aus, dass „Rectify nicht predigen, sondern unter die Haut gehen“ würde.
Abigail Spencer wurde bei den Critics’ Choice Television Awards 2013 in der Kategorie Beste Nebendarstellerin in einer Dramaserie nominiert.
Mittlerweile gehört Rectify zu den bestbewerteten Serien der letzten Jahre.

## Veröffentlichungen
Die Serie wurde in verschiedenen Ländern als DVD und nur in Deutschland auf Blu-ray Disc veröffentlicht.
Vereinigte Staaten
- Staffel 1 erschien am 18. Juni 2013
- Staffel 2 erschien am 2. Juni 2015

Deutschland
- Staffel 1 erschien am 17. Oktober 2014